# Хвост (устройство)

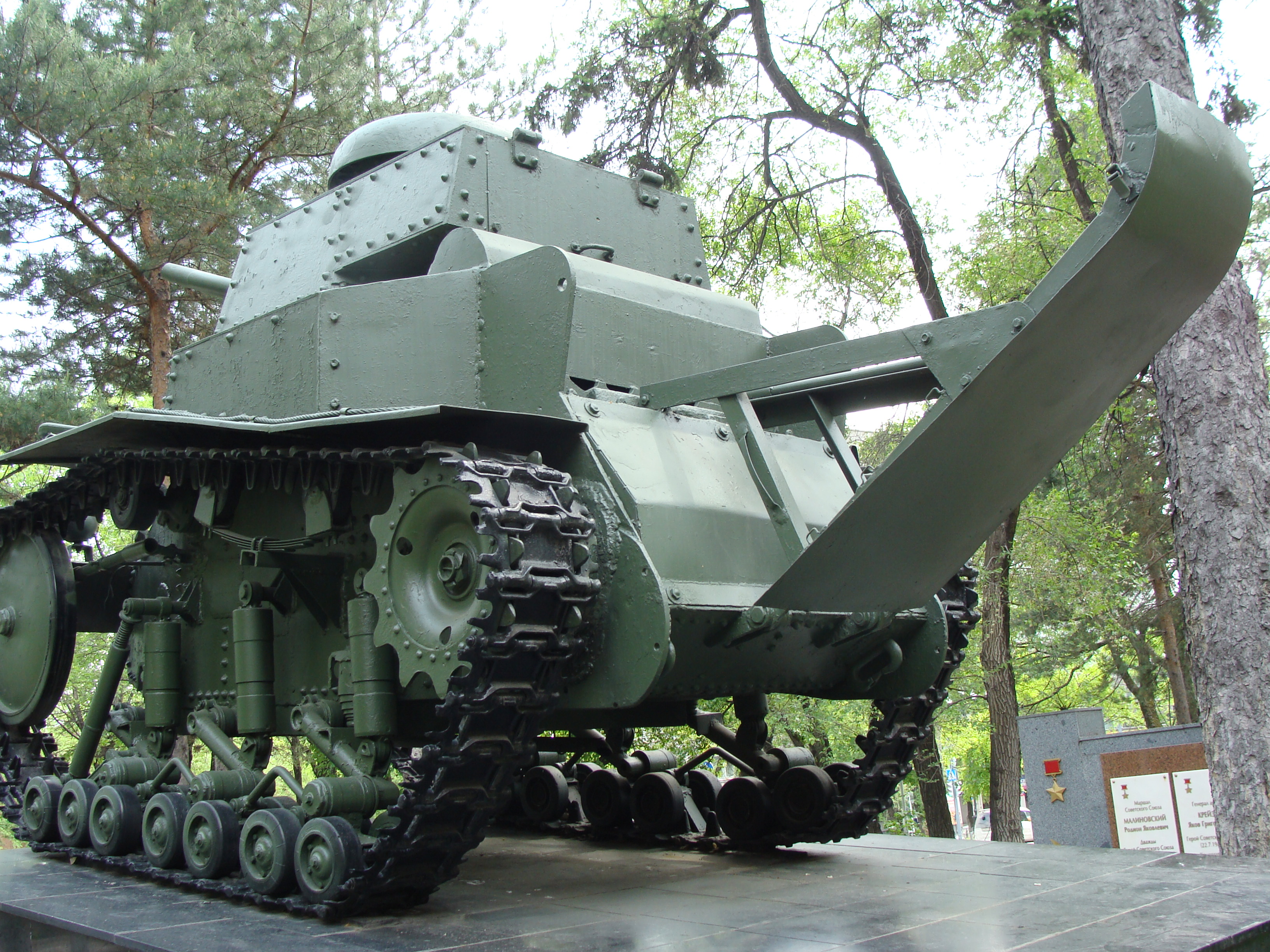
Советский лёгкий танк Т-18 (МС-1), вид сзади. Хорошо виден «хвост» машины

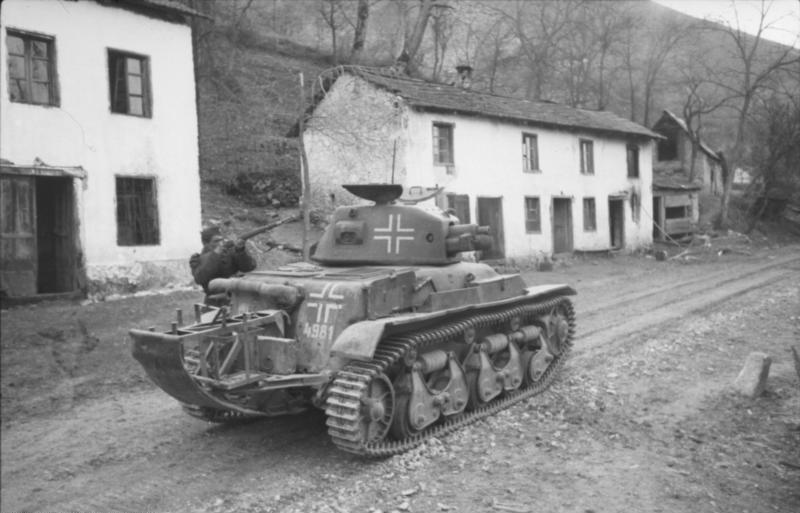
R 35 — один из последних танков, конструкция которых предусматривала возможность использования «хвоста»

Хвост — приспособление для повышения проходимости танка, получившее распространение в период Первой мировой войны и в начале межвоенного периода.
Был впервые применён на первом в мире серийном лёгком танке, французском «Рено» FT-17, впоследствии использовался в первую очередь на схожих машинах других государств (американском M1917, советских «Рено русском», Т-16 и Т-18, итальянском «Фиат» 3000) и некоторых танкетках. В процессе удлинения ходовой части лёгких танков использование «хвоста» перестало быть целесообразным, и к началу Второй мировой войны он полностью вышел из употребления.
Конструктивно «хвост» представлял собой съёмные металлические полозья специальной конструкции, крепившиеся к кормовой части броневого корпуса машины (в СССР в 1929 году проводились также испытания танка Т-18, оснащённого дополнительным «хвостом» в носовой части, однако из-за конструктивных недостатков данная модификация, получившая за свой характерный облик прозвища «носорог» и «тяни-толкай», в серию не пошла) и могущие быть быстро сброшенными в случае необходимости. Применение устройства позволяло без изменений ходовой части удлинить опорную поверхность машины (небольшую у ранних образцов лёгких танков), существенно повышая способность последней к преодолению окопов и канав, а также снижая опасность опрокидывания при преодолении или разрушении выступающих над поверхностью препятствий, таких как деревья.

## В массовой культуре
Образ танкового «хвоста» широко используется компанией Forge World (дочерней компанией Games Workshop) в дизайне оригинальных и конверсионных наборов для известного варгейма Warhammer 40,000, связанных с тематикой Корпуса смерти Крига, в качестве декоративного элемента, усиливающего эффект стилизации дизайна игровых миниатюр под Первую мировую и позиционную войну.